# Колесников Валерій Володимирович
Колесников Валерій Володимирович (31 липня 1945, Луцьк – 16 вересня 2012, Донецьк) — трубач, флюгельгорніст, керівник ансамблів. Легенда радянського джазу. Найбільш відомий в Україні джазовий трубач, заслужений артист України, заслужений діяч Всеросійського музичного товариства, професор Донецької Консерваторії, професор Київської консерваторії, лауреат численних національних і вітчизняних конкурсів і фестивалів. Ім'я Колесникова внесено в американські і європейські джазові енциклопедії.
Батьки Валерія були службовцями, не байдужими до музики і заохочували бажання сина займатися нею. У 6-річному віці Валерій почав вчитися грати на акордеоні, пізніше вступив до музичної школи. У 1950-ті роки сім'я Колесникових живе в Донецьку, де, за словами Валерія, «з 1957 труба стала моїм улюбленим і головним інструментом». Не дивно, що саме по класу труби він в 1960-му році вступає в Донецьке музичне училище, яке закінчує в 1964-му. Правда, навчання Валерія не можна назвати безпроблемним: з третього курсу його відрахували за виконання джазу. Через місяць він відновився, але для цього Колесникову довелося вивчити концерт Генделя для гобоя.
Незважаючи на подібні інциденти, Валерію вдавалося грати в училищному біг-бенді. В армії він опинився в духовому оркестрі при ансамблі пісні і танцю. Ця діяльність, по суті, і була його першим досвідом професійної роботи.
З 1965-го року починає виступати як джазовий музикант. В 1967 році, після знаменитого Талліннського фестивалю, в Донецьку утворився свій міський джаз-клуб «Донбас-67». Колесніков став його основним солістом. У 1969 році Колесніков був послідовно названий лауреатом відразу трьох джаз-фестивалів — в Донецьку, Воронежі і Куйбишеві (Самарі). У тому ж 1969-му Валерій вступив до Донецького музично-педагогічного інституту (пізніше інститут мистецтв), який успішно закінчив в 1974. Хоча за кордон його тоді не випускали, як і більшість радянських громадян, на Празькому конкурсі молодих джазових музикантів соцкраїн у 1971- му році йому було присвоєно звання лауреата на підставі записів творів у його виконанні, надісланих до оргкомітету.
У 1977 на Всесоюзній фірмі грамзапису «Мелодія» вийшла платівка квартету Валерія Колесникова (з Володимиром Молотковим, В'ячеславом Новиковим і Олександром Хрістідісом) — «Ліричний настрій». У 1983-85 роках був учасником московського ансамблю саксофоніста Валерія Кацнельсона.